# ラモンの木
ラモンの木、ラモン（スペイン語: ramón）またはブレッド・ナットの木（英語: breadnut, Maya nut）、すなわち Brosimum alicastrum は、中央アメリカ原産のクワ科に属す常緑高木。ラモンの名はスペイン語で〈家畜の飼料となる枝〉を意味し、その名の通り葉は飼料としても利用される。
グアヤメロ（コロンビアスペイン語: guayamero, guaimaro; 学名: Brosimum alicastrum subsp. bolivarense、シノニム: B. colombianum）という亜種も存在する。

## 特徴
樹高40メートル、径80-120センチメートルで樹皮は灰色で平滑、内皮に白い乳液が含まれる。
葉は互生で楕円形。
花は頭状花序。果実は液果状。

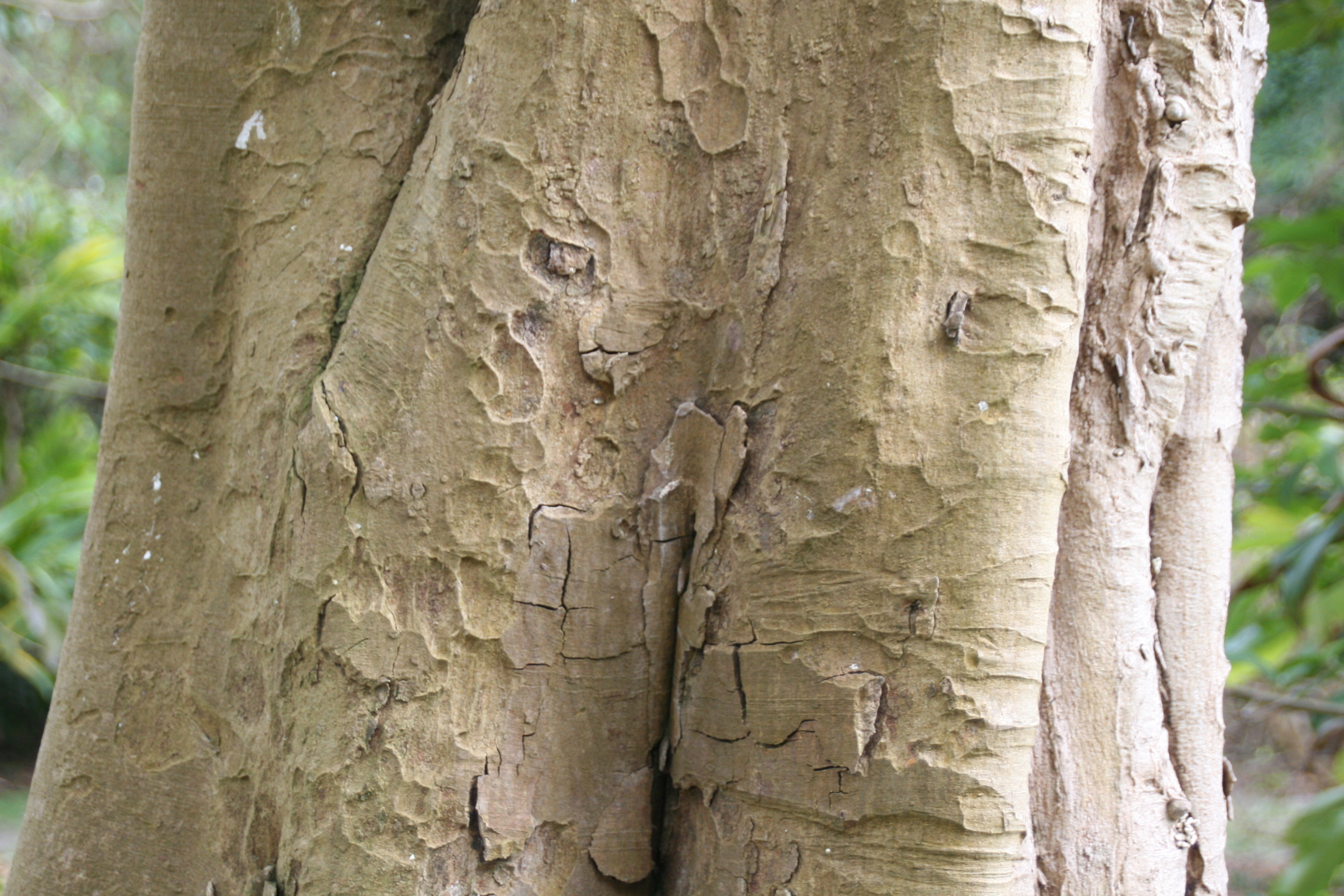
樹皮。灰色で平滑。
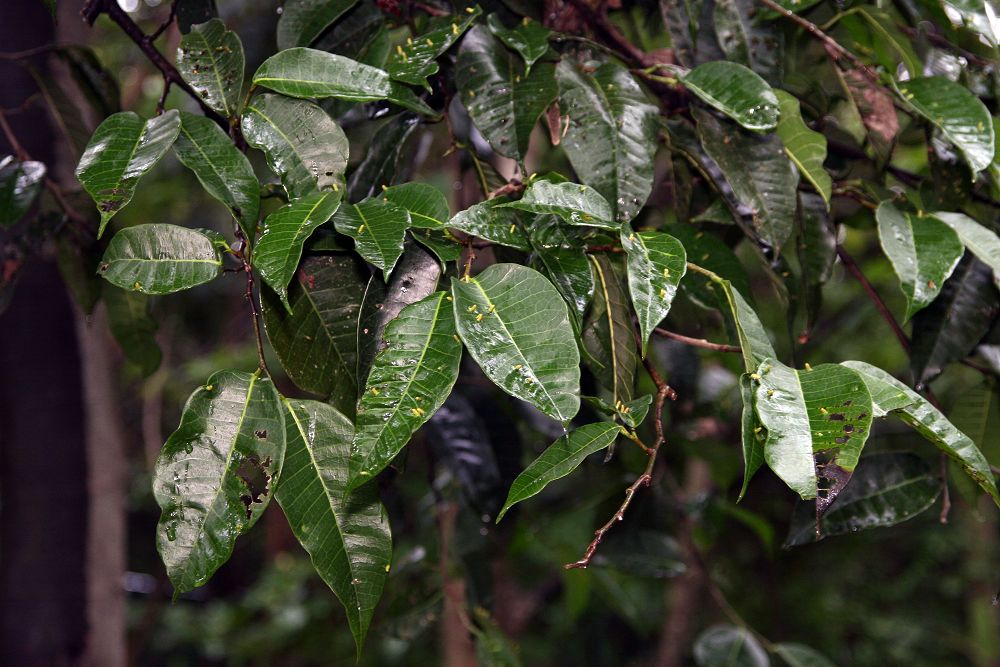
葉。
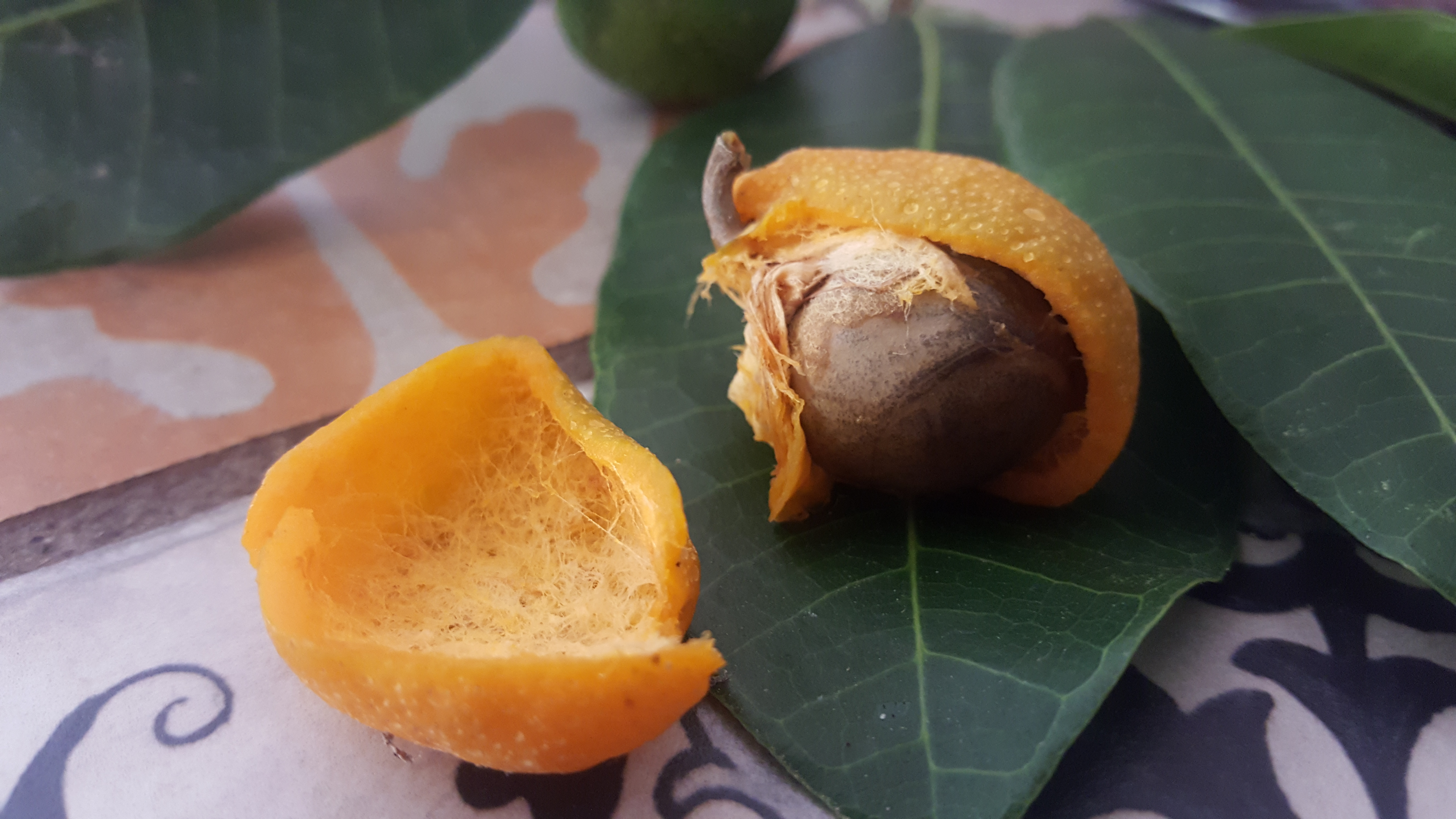
果実と種子。

## 利用
栄養価の高い種子を食用にするために、中米で住居の周囲に植えられた。マヤ文明で重要な食糧であった。近年では救荒食物とされるのみだったが、最近その生産性が再評価されている。マヤ人が使用したチュルトゥンと呼ばれる地下貯蔵庫で実験したところ、とうもろこしが3ヶ月でだめになるのに対し、ラモンの実は1年6ヶ月貯蔵できたという報告がある。ラモンの木は、一度植えれば100年近く育ち、雨量の少ない年でも実がなり、1エーカー（約1200坪、約4000m2）あたり1000ポンド（約450kg）近い収量があると報告されている。種子は粉にして、薄いパンケーキ状にして焼くトルティーヤにして食用に供したと考えられている。
焼畑（ミルパ）農法は、1年のうち6ヶ月の労働が必要であったが、ラモンの木の実は、住居の周りに植えられているうえに、女性や子どもでも簡単に収穫できたので、先古典期に比べて同じ量の食糧を確保するのに要する労働力を格段に減らすことができた。

## 諸言語における呼称
- 英語:〔ジャマイカ〕breadnut[1]
- スペイン:〔メキシコ、グアテマラ、ベリーズ〕ramon[1];〔ホンジュラス〕maseco[1];〔ニカラグア、コスタリカ〕ojoche[1];〔キューバ〕Ramon de Mejico[1];〔エクアドル〕tillo[1];〔ベネズエラ〕barimiso[1];〔コロンビア〕sande[1]

## Brosimum属
Brosimum属は15種ほどが認められている属で、ラモン以外の14種は以下の通りである。

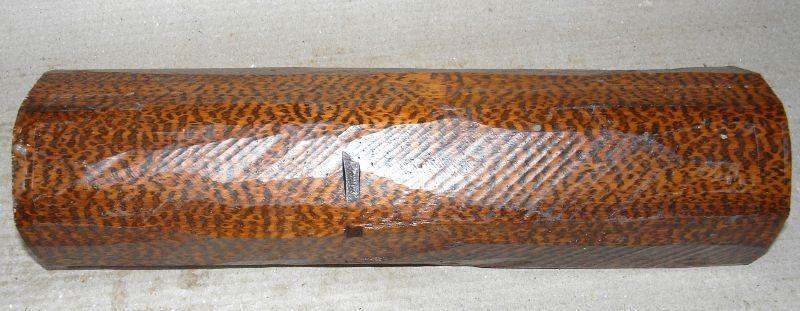
スネークウッド材

- Brosimum acutifolium Huber
- Brosimum costaricanum Liebm.
- Brosimum gaudichaudii Trécul
- Brosimum glaucum Taub.
- Brosimum glaziovii Taub.
- Brosimum guianense (Aubl.) Huber ex Ducke（シノニム: Piratinera guianensis Aubl.）レターウッド（別名: スネークウッド）
- Brosimum lactescens (S.Moore) C.C.Berg
- Brosimum longifolium Ducke
- Brosimum melanopotamicum C.C.Berg
- Brosimum multinervium C.C.Berg
- Brosimum parinarioides Ducke
- Brosimum potabile Ducke
- Brosimum rubescens Taub.（シノニム: B. paraense (Huber) Ducke）ムイラピランガ（ブラジルポルトガル語: muirapiranga; 別名: サティーネ satine）
- Brosimum utile (Kunth) Oken サンデ